# Гиоргоба
Гиоргоба (груз. გიორგობა) — дни Святого Георгия Победоносца, покровителя и самого почитаемого Святого Грузии.
Праздник отмечают дважды: 23 апреля (6 мая) и 10 ноября (23 ноября), первый раз — в память его кончины, второй раз — в память колесования Святого. Праздник в память колесования великомученика Святого Георгия отмечается только грузинской церковью. Праздник является официальным нерабочим днём в Грузии.
Традиционно считается, что первая в Грузии церковь в честь Святого Георгия была заложена царём Мирианом III на месте погребения родственницы Святого по имени Святая Нино. Житие Святого Георгия было впервые переведено на грузинский язык в конце X века. С IX века строительство церквей в честь Святого Георгия стало массовым. На государственном флаге Грузии также присутствует георгиевский крест.